# Янеда
Я́неда (эст. Jäneda) — деревня в волости Тапа уезда Ляэне-Вирумаа, Эстония.   

## География и описание
Расположена на севере Эстонии, в среднем течении реки Янийыги, на территории природного парка Кырвемаа. Через деревню проходит железная дорога Таллин—Тапа и шоссе Пийбе. Расстояние до Таллина по шоссе — 54 километра, до волостного центра — города Тапа — около 15 километров. Высота над уровнем моря — 82 метра.
В центре Янеда находятся три озера, самое большое из которых — живописное озеро Алликаярв с извилистой береговой линией (площадь 3,2 гектара). Возле бывшей мельницы находится плотинное озеро площадью 2 гектара, рядом с бывшим зданием совхоза-техникума — искусственное озеро размером 0,4 гектара.
Климат умеренный. Официальный язык — эстонский. Почтовый индекс — 73602.

## Население
По данным переписи населения 2021 года, в Янеда насчитывалось 312 жителей, из них 301 (96,5 %) — эстонцы.
По данным переписи населения 2011 года, в деревне проживали 353 человека, из них 338 (95,8 %) — эстонцы.
Численность населения деревни Янеда по данным переписей населения:
| Год  | 1959 | 1970   | 1979  | 1989  | 2000  | 2011  | 2021  |
| ---- | ---- | ------ | ----- | ----- | ----- | ----- | ----- |
| Чел. | 514* | ↘ 440* | ↗ 610 | ↗ 684 | ↘ 486 | ↘ 353 | ↘ 312 |

* Деревня Янеда (эст. Jäneda küla), посёлок Янеда (эст. Jäneda alevik), поселение Янеда (эст. Jäneda asundus) и селение Янеда (эст. Jäneda asund) вместе.

## История
В письменных источниках деревня впервые упомянута в 1353 году (Gendele). В 1732 году упоминается как Jenneda.
Первые сведения о мызе на землях нынешней деревни Янеда относятся к 1510 году. Нынешнее главное здание мызы (господский дом) в югенд-стиле было построено в 1915 году (с 1998 года охраняется государством как памятник культуры). После национализации мызы, в 1921 году, сюда была переведена открывшаяся в 1918 году в Таллине Северо-Эстонская средняя сельскохозяйственная школа, старейшее средне-специальное учебное заведение Эстонии.
На военно-топографических картах Российской империи (1846–1863 годы), в состав которой входила Эстляндская губерния, деревня Янеда обозначена как Iендель.
В августе 1934 года в деревне Янеда, на озере Калиярве, отдыхал знаменитый английский писатель Герберт Уэллс, который приехал в гости к переводчице своих произведений на итальянский и французский языки Марии Закревской-Бенкендорф. Она была супругой владельца мызы Янеда Иоганна фон Бенкендорфа; в молодости работала в Италии личным секретарём Максима Горького.
Старая деревня Янеда располагалась к югу от железнодорожной станции. В 1950-х годах её поля отошли совхозу-техникуму, и число жителей деревни сократилось. Вокруг железнодорожной станции сформировался посёлок Янеда. В 1975 году по проекту Вальве Пормейстер возле главного здания мызы было завершено строительство нового учебного здания техникума с красивейшей архитектурой и через 3 года — его общежития. В 1977 году, в период кампании по укрупнению деревень, все рядом расположенные населённые пункты — деревня, посёлок, селение у Таллинской дороги и поселение совхоза-техникума — были объединены в единую деревню Янеда. В 1985 году в деревне была построена школа-детсад (архитектор Майе Пеньям).
В парке бывшей мызы в советское время был установлен памятный камень в честь павших в Великой Отечественной войне с надписью «Мы чтим память о павших на территории Янеда в борьбе с фашизмом в Великой Отечественной войне 1941—1945 гг. [перечислены 9 имён]». Согласно протоколу сформированной в июне 2022 года рабочей группы по советским памятникам при Госканцелярии Эстонии памятник был признан «красным» и подлежал демонтажу. Ликвидирован осенью 2023 года (см. также Список советских военных памятников Эстонии).

## Инфраструктура
В деревне есть основная школа-детсад (в 2002/2003 учебном году — 91 ученик, в 2009/2010 — 67), амбулатория, магазин, почтовый пункт (работает 4 дня в неделю по 2 часа), гостевой дом на 120 мест со спа-центром. В бывшей мызной конюшне работает известная в Эстонии своими культурными мероприятиями корчма “Musta Täku Tall” (строение внесено в Государственный регистр памятников культуры Эстонии). По территории мызного комплекса можно гулять в любое время года, в главном здании мызы проводятся экскурсии с гидом по предварительному заказу.
В деревне есть центральное водоснабжение и канализация. Отопление многоквартирных домов, коммерческих и муниципальных учреждений осуществляется посредством локальных котельных.

## Программа защиты эстонской архитектуры 20-го столетия
По инициативе Министерства культуры Эстонии, Департамента охраны памятников старины, Эстонской академии художеств и Музея архитектуры Эстонии в период с 2008 по 2013 год в рамках «Программы защиты эстонской архитектуры 20-го столетия» была составлена база данных самых ценных архитектурных произведений Эстонии XX века. В ней содержится информация о зданиях и сооружениях, построенных в 1870—1991 годы, которые предложено рассматривать как часть архитектурного наследия Эстонии и исходя из этого или охранять на государственном уровне, или взять на учёт. В этой базе данных есть объекты, расположенные в деревне Янеда:
- совхоз-техникум, здание используется, находится в хорошем состоянии[26]. До 2018 года в нём размещался Инфоцентр сельского хозяйства, который затем стал структурным подразделением другого государственного учреждения — Центра сельскохозяйственных исследований[эст.][27];
- общежитие совхоза-техникума, используется в качестве гостевого дома[28], находится в хорошем состоянии[29];
- железнодорожный вокзал Янеда, используется, состояние плохое[30].

## Галерея
- Главное здание мызы Йендель (Янеда)
- Бывший совхоз-техникум
- Многоквартирный жилой дом
- Школа-детский сад (вход в детсад)
- Школа-детсад (вход в школу)
- Амбулатория
- Корчма «Musta Täku Tall»
- Сельскохозяйственные постройки в Янеда
- Памятник павшим в ВОВ в парке мызы Янеда (ликвидирован)
- Видео с дрона: главное здание мызы Йендель (Янеда)

## Комментарии
1. ↑  Эстонские топонимы, оканчивающиеся на -а, в русском языке не склоняются[10], а род получают по родовому слову, например, деревне присваивается женский род, хотя в эстонском языке нет категории рода.